# Derek Johnson
Derek Johnson, född 5 januari 1933 i Chigwell i Essex, död 30 augusti 2004, var en brittisk friidrottare.
Johnson blev olympisk silvermedaljör på 800 meter vid sommarspelen 1956 i Melbourne.